# Reimiro

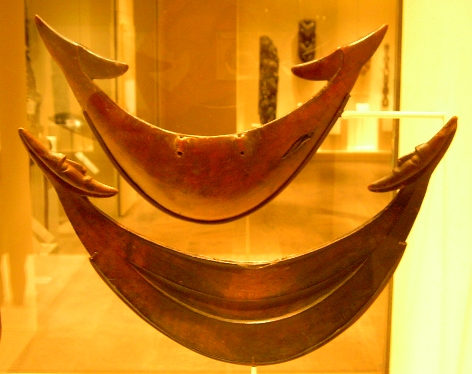
Reimiro z lícové i rubové strany

Reimiro (psáno také rei miro) je náhrdelník, který patří k původní hmotné kultuře obyvatel Velikonočního ostrova. Má podobu plochého ležatého půlměsíce, který je na obou cípech zakončen lidskými hlavami vyobrazenými z profilu a obrácenými proti sobě. Význam je předmětem sporů: podle jedné teorie je reimiro symbolem měsíčního boha a vyjadřuje důležitost fází Měsíce pro zemědělství, podle druhé znázorňuje polynéské kanoe a první osadníky, kteří v nich na ostrov připluli.
Reimiro bylo obvykle zhotoveno ze dřeva stromu toromiro, výrobce je po dokončení vyleštil, opatřil vyvrtanými otvory na provlečení šňůrky a podélným zářezem, který se vyplnil práškem z rozdrcených mušlí. Výraz rei miro znamená v rapanuištině dřevěný přívěsek, byla však nalezena také reimira z velrybích kostic. Šperk nosili muži i ženy z náčelnické vrstvy při slavnostních příležitostech jako odznak společenského postavení. Zachovalo se svědectví jistého cestovatele, který viděl hodnostáře okrášleného šesti půlměsíci: dva měl pověšeny okolo krku a po dvou na každém rameni. Nejdelší známý náhrdelník byl dlouhý 92 cm. Reimiro bývalo zdobeno vyřezávanými ornamenty, na dvou exemplářích uložených v Britském muzeu se také našly nápisy v dosud nerozluštěném písmu rongorongo.
Jako symbol tradiční domorodé kultury zobrazuje také vlajka Velikonočního ostrova červené reimiro na bílém podkladu. Šperky podobného tvaru se nosí i na jiných ostrovech Tichomoří, nebývají však opatřeny lidskými hlavami.  